# I Like It (canção de Dino)
"I Like It" (em português:  Eu Gosto) é o terceiro single do álbum 24/7, lançado pelo cantor de dance-pop e freestyle Dino em 1989. É uma das canções mais populares e de maior sucesso lançada pelo cantor até hoje, alcançando a posição #7 na Billboard Hot 100 e #3 na Hot Dance Music/Club Play. No Canadá a canção conseguiu chegar ao Top 30 das cem faixas mais tocadas, e alcançou o primeiro lugar da parada de músicas dance do país.

## Faixas
7" single (Espanha)
| N.º | Título                     | Duração |  |
| 1.  | "I Like It" (Radio Edit)   | 3:53    |  |
| 2.  | "I Like It" (Instrumental) | 3:49    |  |
| 3.  | "I Like It" (Long Edit)    | 4:15    |  |

12" Promo single (Estados Unidos)
| N.º | Título                          | Duração |  |
| 1.  | "I Like It" (Album Version)     | 5:16    |  |
| 2.  | "I Like It" (Radio Edit)        | 3:53    |  |
| 3.  | "I Like It" (Long Instrumental) | 5:04    |  |

12" Single (Estados Unidos)
| N.º | Título                       | Duração |  |
| 1.  | "I Like It" (Extended Vocal) | 5:28    |  |
| 2.  | "I Like It" (House Vocal)    | 6:20    |  |
| 3.  | "I Like It" (Percapella)     | 2:37    |  |
| 4.  | "I Like It" (Bonus Beats)    | 1:58    |  |
| 5.  | "I Like It" (7" Edit)        | 3:58    |  |
| 6.  | "I Like It" (Sample Dub)     | 5:10    |  |
| 7.  | "I Like It" (Sky's Dub)      | 6:18    |  |

## Desempenho nas paradas musicais
| Parada musical (1989)                               | Melhor posição |
| --------------------------------------------------- | -------------- |
| Canadá - Canada RPM Dance/Urban                     | 1              |
| Canadá - Canada RPM Top 100 Singles                 | 30             |
| Canadá - Canada RPM Top 30 Retail Singles           | 25             |
| Estados Unidos - Billboard Hot 100                  | 7              |
| Estados Unidos - Hot Dance Music/Club Play          | 3              |
| Estados Unidos - Hot Dance Music/Maxi-Singles Sales | 9              |
| Estados Unidos - Hot R&B/Hip-Hop Singles & Tracks   | 25             |
| Nova Zelândia - RIANZ                               | 8              |

| Parada de fim de ano (1989)                     | Melhor posição |
| ----------------------------------------------- | -------------- |
| Canadá - Canada RPM Top 25 Dance Singles of '89 | 11             |
| Estados Unidos - Billboard Hot 100              | 56             |

## Certificações
| País                  | Certificação | Data                   | Vendas certificadas |
| --------------------- | ------------ | ---------------------- | ------------------- |
| Estados Unidos - RIAA | Ouro         | 18 de Setembro de 1989 | 500,000             |